# Meta Wolff

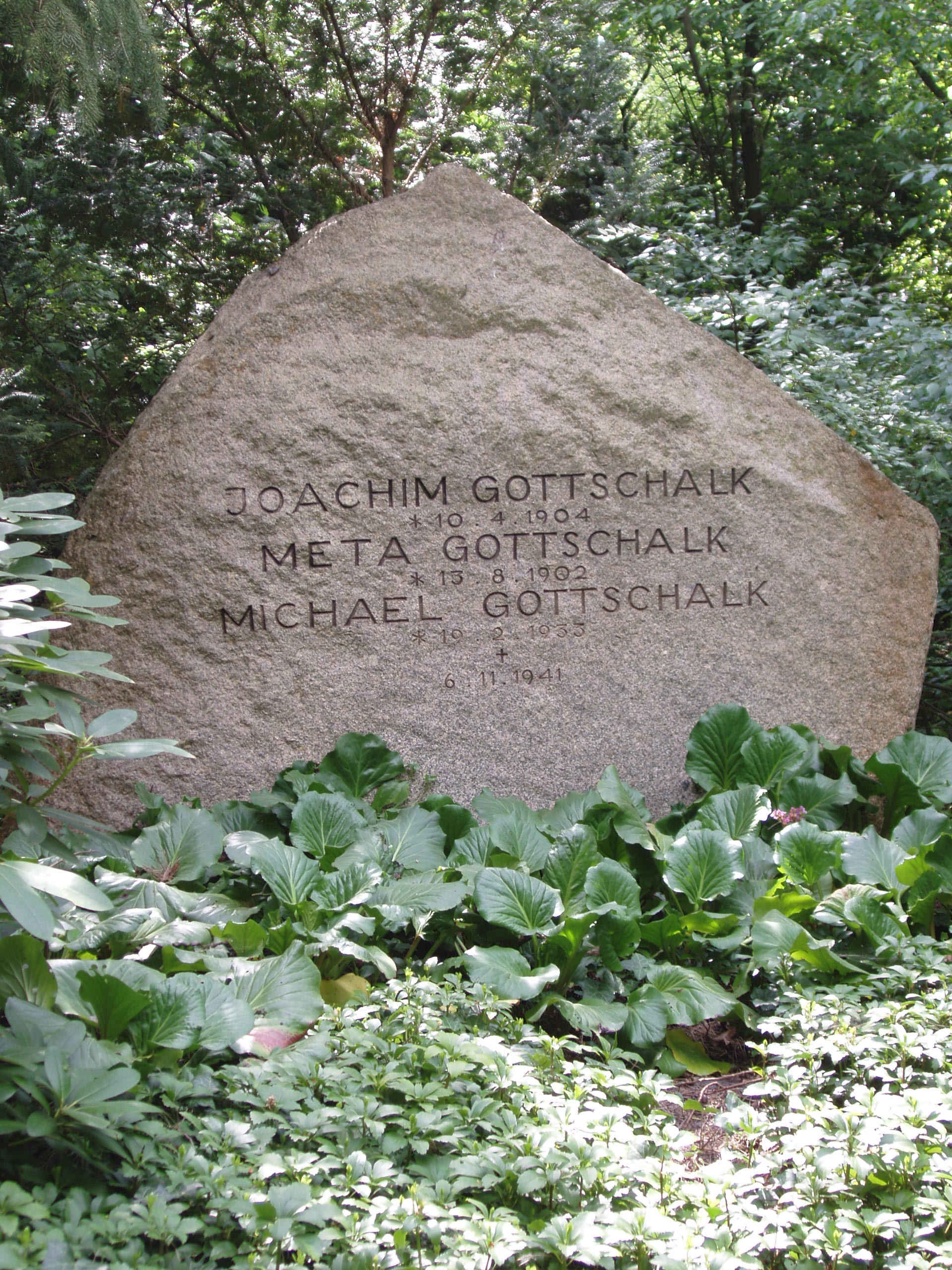
Grab der Familie Gottschalk auf dem Südwestkirchhof Stahnsdorf

Gertrud Meta Wolff (* 13. August 1902 in Dudweiler; † 6. November 1941 in Berlin) war eine deutsche Bühnenschauspielerin.

## Leben
Meta Wolff war das vierte Kind des Ehepaares Moritz und Friederike Wolff (geborene Hanau), die in Dudweiler ein Kaufhaus betrieben, ehe die Familie 1910 nach Bochum verzog.
Meta Wolff arbeitete seit der Spielzeit 1929/30 am Theater in Halberstadt. Bereits am 7. Februar 1925 findet man ihr Porträt auf einer Postkarte mit 21 Berufskollegen des Rheydter Schauspielhauses (heute Mönchengladbach). Am 3. Mai 1930 heiratete sie ihren Kollegen Joachim Gottschalk, der in den 1930er Jahren zu einem der beliebtesten deutschen Filmdarsteller wurde. Im Februar 1933, also unmittelbar nach dem nationalsozialistischen Regierungsantritt, wurde ihr Sohn Michael geboren. Wegen ihrer jüdischen Herkunft erhielt Meta Wolff Auftrittsverbot. Ihr Ehemann sah sich mit Forderungen konfrontiert, sich scheiden zu lassen oder anderenfalls zum Fronteinsatz eingezogen zu werden. Da er eine Scheidung ablehnte, erhielt er von der Reichsfachschaft Film Arbeitsverbot. Trotz ihrem zurückgezogenen Leben aus Angst hatte sie eine Begegnung mit Joseph Goebbels (Reichsminister für Volksaufklärung und Propaganda), welcher ihr einen Handkuss gab. Als Reaktion erhielten im Herbst 1941 Meta Wolff und ihr Sohn die Benachrichtigung zur Deportation. Gottschalks Antrag, ebenfalls deportiert zu werden, wurde von Reichskulturwart Hans Hinkel abgelehnt. Joachim wurde stattdessen einberufen. Als Joachim und Meta Gottschalk keinen Ausweg mehr sahen, dichteten sie am 6. November 1941 in ihrer Wohnung Seebergsteig 2, in Berlin-Grunewald, alles ab, gaben sich und ihrem Sohn Michael Schlaftabletten, ließen das Gas in der Wohnung aus und starben daraufhin. Goebbels unternahm mehrere Schritte zum Verbot jeglichen Nachrufs. Die Teilnahme an der Beerdigung wurde verboten, die Teilnehmer von der Gestapo fotografiert. Trotzdem gaben einige Kollegen den Verstorbenen das letzte Geleit, unter ihnen Brigitte Horney, Gustav Knuth, Hans Brausewetter, Werner Hinz, Wolfgang Liebeneiner und Ruth Hellberg.
Das Schicksal von Meta Wolff und Joachim Gottschalk hat Kurt Maetzigs Film Ehe im Schatten (1947) und John O’Keefes Schauspiel Times Like These (2002) angeregt. Die letzte Ruhestätte der Familie auf dem Südwestkirchhof Stahnsdorf bei Berlin wurde 1999 zum Ehrengrab der Stadt Berlin erklärt.
Der Freund und Nachbar des Sohns Michael, George Will, kämpfte bis zuletzt ums Gedenken an seinen Freund, dessen Schicksal erschreckend unmittelbar in Schule und Privatem zwanghaft totgeschwiegen wurde.

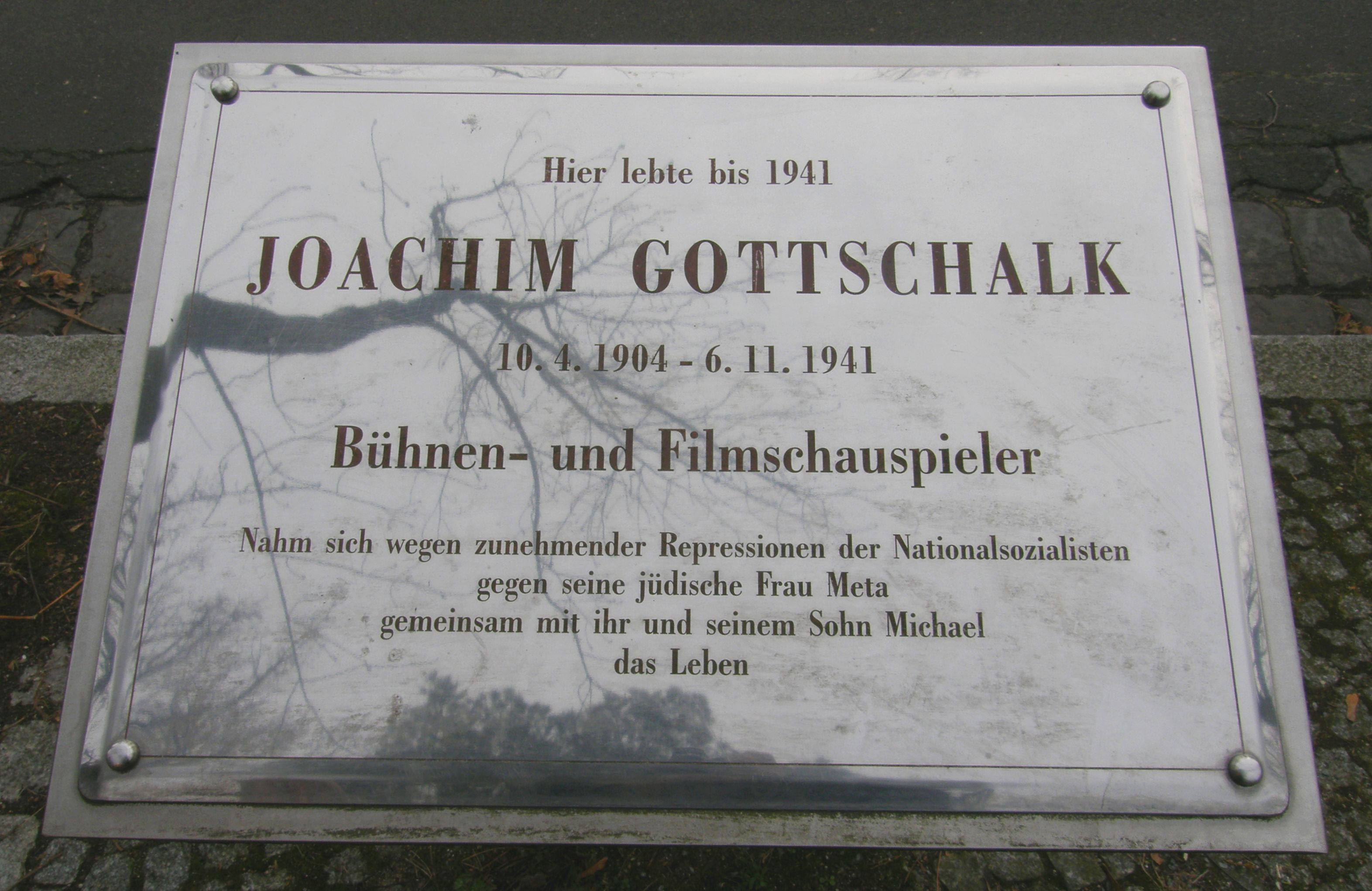
Gedenktafel für Joachim und seine Familie in Berlin-Grunewald an der Stelle ihrer Wohnung (Toni-Lessler-Straße 2, ehem. Seebergsteig 2)